# شراب نخل
شراب نخل که با چندین نام محلی شناخته می‌شود، یک نوشیدنی الکلی است که از شیره گونه‌های مختلف درختان خرما مانند پالمیرا، خرما و نخل نارگیل تهیه می‌شود. در مناطق مختلف با نام‌های مختلفی شناخته شده و در مناطق مختلف آفریقا، دریای کارائیب، آمریکای جنوبی، آسیای جنوبی، آسیای جنوب شرقی و میکرونزی رایج است.